# Carl Curman
 (mai 2023).
Carl Curman, né le 8 mars 1833 à Sjögestad et mort le 19 octobre 1913 à Stockholm, est un scientifique, spécialiste en balnéothérapie, médecin et photographe suédois.

## Biographie
Carl Curman commence sa carrière comme médecin et en particulier développa des actions de santé publique en créant des bains, dont deux couverts à Stockholm et un en plein air à Lysekil.
Curman se tourna vers la photographie dans les années 1860, voyageant en Europe et rapportant dans clichés de paysages. Il fit également des portraits, notamment de sa famille. Il laisse un travail de plus de 700 photographies.
Il est le père de Sigurd Curman.
Carl Curman est diplômé d'Uppsala en 1853 et, de 1856 à 1860, il est étudiant à l'Institut Karolinska et à l'Académie des arts libéraux, où il suit les cours de Carl Gustaf Qvarnström. Il devient candidat en médecine en 1859 et licencié en médecine en 1864. Il reçoit le titre de docteur honoris causa en médecine lors des célébrations du jubilé de l'université de Copenhague en 1879. En 1880, il est nommé professeur associé de balnéologie et de climatologie à l'Institut Karolinska. En 1869, il est nommé professeur d'anatomie plastique à l'Académie royale des arts. Depuis 1884, il est membre honoraire de l'Académie des beaux-arts. Qvarnström le considérait comme l'un des meilleurs élèves de l'Académie en sculpture. Ses premières œuvres comprennent plusieurs sculptures aux motifs folkloriques et aux sujets nordiques. Il a également réalisé un certain nombre de portraits en buste, dont celui du professeur Anders Retzius et un buste d'Hippocrate pour la Société médicale suédoise. Il a dessiné une longue série d'images du corps humain destinées à un manuel d'anatomie, qui ont toutefois été détruites dans l'incendie de l'Imprimerie centrale en 1875.

### Établissement de bains à Lysekil
En 1859, Curman devient médecin des bains à Lysekil et, en 1863, il est chargé d'organiser un nouvel établissement de bains. De 1872 à 1888, il est intendant de Lysekil. En 1866, il élabore le plan d'un établissement de bains publics à Stockholm et fonde la Stockholm Baths Company (installations à Malmtorgsbadet et, plus tard, à Sturebadet) et dirige l'organisation de ce projet. En 1876-83, il est membre du conseil d'administration de l'école technique de Stockholm et, en 1875-96, membre du conseil d'administration de l'Institut central de gymnastique.

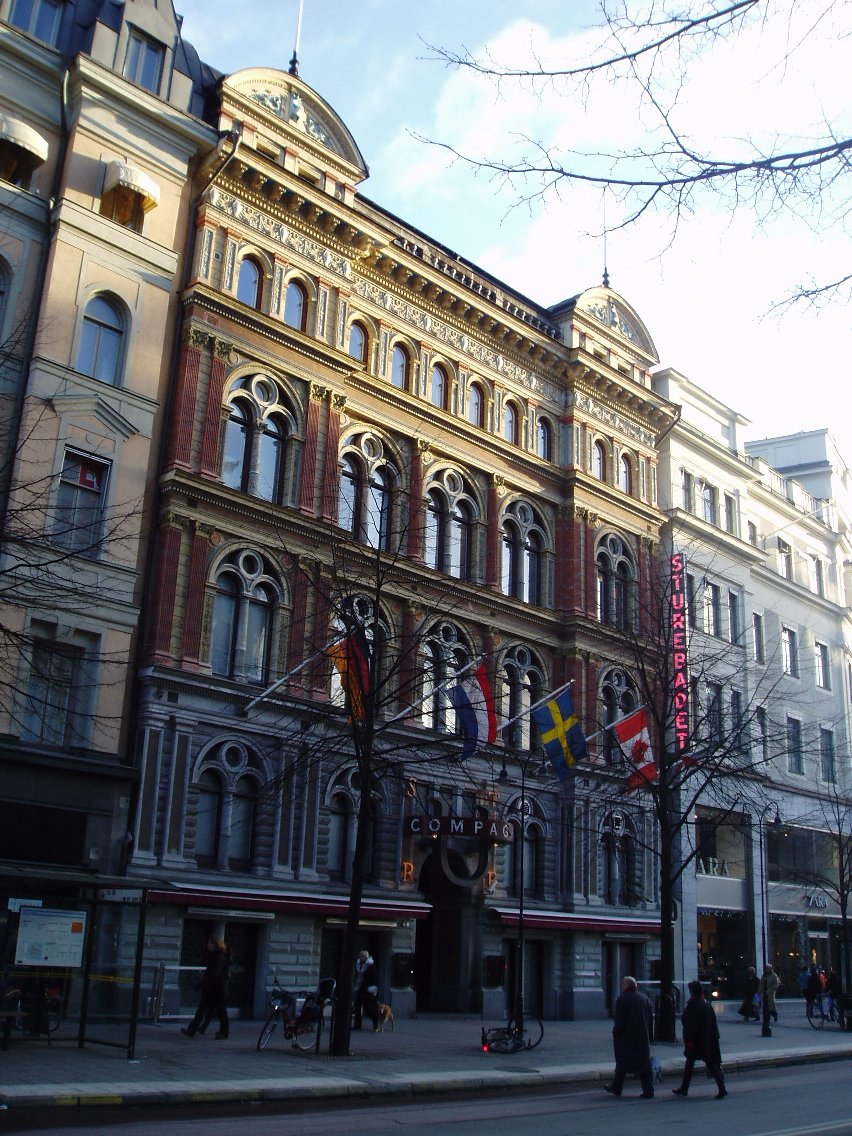
Le Sturebadet à Stockholm.

## Collections, expositions
- Swedish National Heritage Board

## Galerie

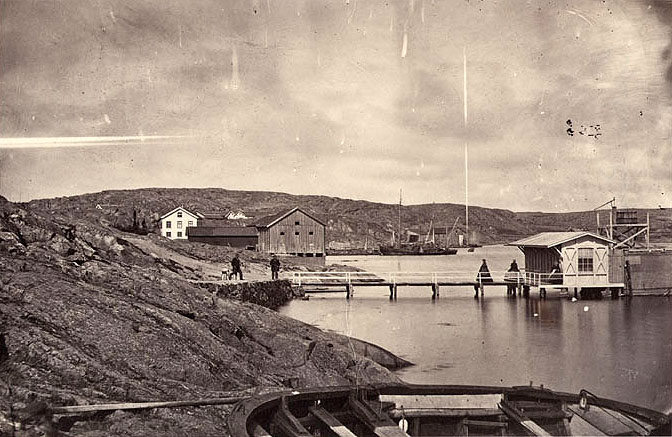
Vue de Lysekil, 1864.
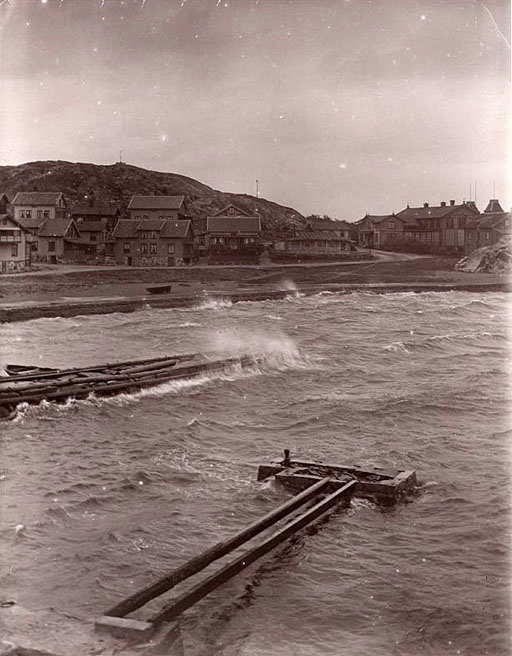
Vue de Lysekil.
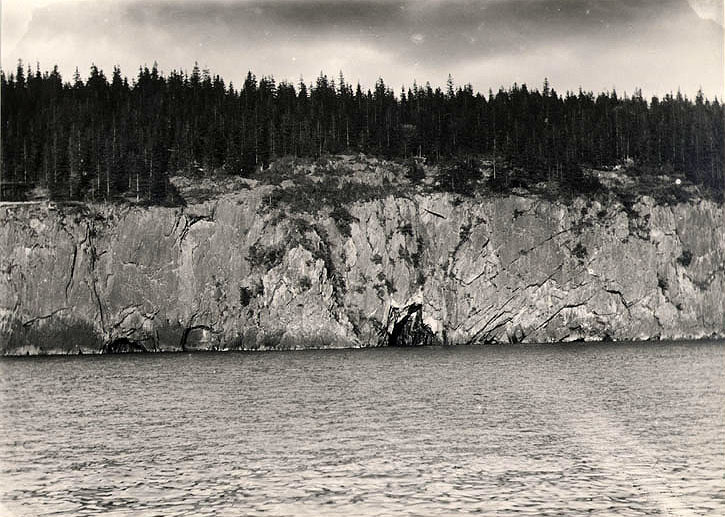
Grotte de Rödgavel, le long du de la rive est du lac Vättern, 1889.
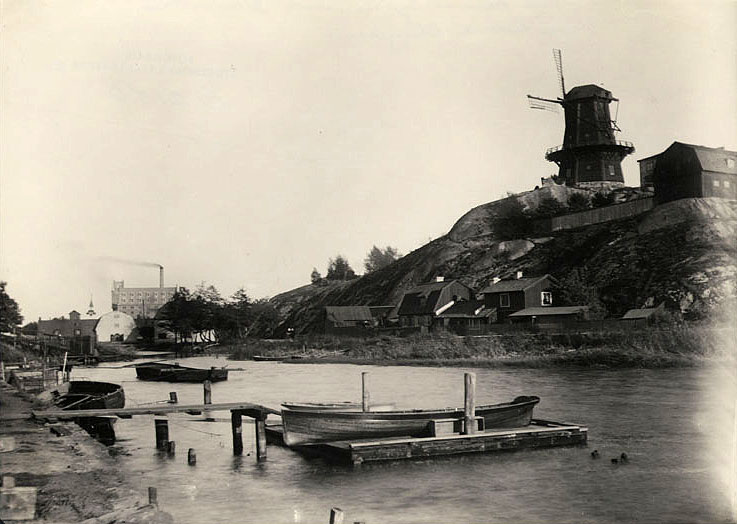
Vue du lac Hammarby vers Danvikenà Stockholm, vers 1890.